# The One (Toronto)
Der The One ist ein im Bau befindlicher Wolkenkratzer in Toronto, Kanada.

## Beschreibung
Mit einer Höhe von 306,3 Meter wird der The One bei Fertigstellung das höchste Gebäude und außerdem der erste Wolkenkratzer mit über 300 Metern in Kanada sein. Das Baugrundstück wurde 2014 für 300 Millionen Dollar gekauft. Die Bauarbeiten begannen 2017 und sollten eigentlich 2022 abgeschlossen sein. Das gesamte Bauprojekt ist für etwa eine Milliarde Dollar veranschlagt. Der Wolkenkratzer wird über 85 oberirdische und 5 unterirdische Etagen verfügen, die gemischt genutzt werden, und wurde von Foster and Partners und Core Architects entworfen.